# Mateusz Ghica
Mateusz Ghica (rum. Matei Ghica; zm. 1756) – hospodar Wołoszczyzny, w latach 1752–1753, i hospodar Mołdawii, w latach 1753–1756, z rodu Ghica.
Był synem hospodara wołoskiego i mołdawskiego Grzegorza Ghiki II.